# Hoge middeleeuwen

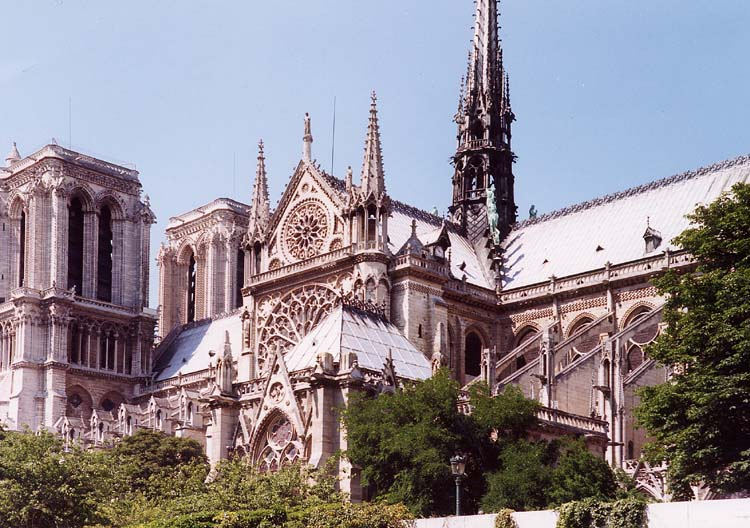
Kathedraal van de Notre-Dame van Parijs, een vroeggotisch bouwwerk

Met hoge middeleeuwen, centrale middeleeuwen of volle middeleeuwen wordt door historici gewoonlijk die periode in de middeleeuwen in Europa bedoeld die duurde van ca. 1000 tot ca. 1250. 
In de periode voor de hoge middeleeuwen werd Europa geteisterd door invallen van Vikingen, Moren, Magyaren en roversbendes. In de overgang van het Karolingische Rijk naar het Heilige Roomse Rijk valt het centrale gezag grotendeels weg en nemen lokale bestuurders de touwtjes in handen.
In de hoge middeleeuwen kwam er meer stabiliteit in de Europese politieke verhoudingen, de economie, handel en bevolking groeide weer en het geestelijke en culturele leven maakte een heropleving door zoals blijkt in de stroming van de gotiek en de zogenaamde renaissance van de twaalfde eeuw.

## Kerstening
Bij de aanvang van de hoge middeleeuwen was de kerstening volledig tot het noorden van Europa uitgebreid. De oude Germaanse en noordse mythologie werd nu ook in het noorden vrijwel volledig verlaten en als 'heidendom' beschouwd. Een IJslands geleerde vond het zelfs nodig de restanten van de mondelinge overlevering uit overgrootmoeders tijd in de Edda neer te schrijven, samen met de voorschriften die de skaldische dichtkunst tot dan regelden, die ook compleet verloren dreigden te gaan. 
Doordat de Vikingen overgingen naar het christendom verminderde langzaam de 'plaag uit het Noorden' en transformeerden ze zich tot Noren, Zweden en Denen. Hetzelfde gebeurde bij de heidense Magyaren die eertijds eveneens talloze plundertochten ondernamen in Europa. Na verpletterend verslagen te zijn bij de Slag op het Lechveld werden ze bekend als de Hongaren. Spanje en Portugal werden in de hoge middeleeuwen gedurende de Reconquista voor het grootste deel heroverd op de Moorse moslims.

## Opkomende steden
Na het jaar 1000 begonnen langzamerhand de oude steden, veelal nog uit de Romeinse tijd, weer te groeien en werden er nieuwe steden en dorpen gesticht om de groeiende bevolking te huisvesten. In de landbouw vonden er belangrijke verbeteringen plaats zoals het drieslagstelsel, waardoor meer geproduceerd kon worden. De handel kende zijn eerste bloeiperiode sinds de val van het West-Romeinse Rijk. In Vlaanderen, het Rijnland en Noord-Italië bracht de handel een explosieve groei van de welvaart in de steden. De steden werden vooral door hun muren een machtsfactor van belang en dit leidde uiteindelijk vooral in Vlaanderen en Italië tot het ontstaan van machtige steden die in verzet konden komen tegen de alleenheerschappij van de adel en de geestelijkheid. Dit zou het begin zijn van de afbraak van het feodale stelsel. De eerste scholen en universiteiten werden gesticht, gebaseerd op de renaissance-gedachte van Karel de Grote.

## De Kerk
De Kerk zou veel kathedralen laten bouwen. De Mariaverering neemt toe en het huwelijk krijgt een volwaardige sacramentele betekenis. Er vindt een breuk plaats tussen de oosters-orthodoxe kerken en de Rooms-Katholieke Kerk. Deze scheuring staat ook wel bekend als het Oosters Schisma. Hoewel de breuk gewoonlijk gedateerd wordt in 1054, is het oost-west schisma feitelijk het eindresultaat van een voorafgaande eeuwenlange periode van vervreemding tussen de twee Kerken.
De paus krijgt steeds meer macht, niet alleen over de bisschoppen binnen de kerkelijke hiërarchie, maar ook politieke. Aangezien de bisschoppen vaak ook wereldlijke bestuurlijke machtsposities hebben, ontwikkelt zich een eeuwenlang slepende Investituurstrijd tussen de paus en Europese koningen en keizers over de bevoegdheid tot het benoemen van bisschoppen. Hierbij wordt excommunicatie nogal eens als politiek wapen gebruikt.
Diverse pausen vervolgen verscheidene niet-katholieke groeperingen, zoals de Katharen en de Joden. Hiertoe wordt in 1157 een pauselijke inquisitie opgericht.
In de loop der eeuwen verwatert de handhaving van Benedictus' kloosterregel en dit noopt tot hervormingen. Verscheidene kloosters hervormen in de tiende eeuw, en de grootste hervorming vindt plaats in de Orde van Cluny. De orde staat einde 11e eeuw aan het hoofd van een omvangrijk kloosterimperium. Het is een kweekplaats voor toegewijde prelaten en een leerschool voor vrome vorsten. Tevens staatd de orde aan de wieg van de Gregoriaanse hervorming van het pausschap in de elfde eeuw.
Er groeit een traditie van liturgische spelen rond Pasen en Kerstmis, uitgebreid met kleine bijkomstige voorstellingen. Deze ontwikkeling van godsdienstig toneel treft men in West-Europa van de 10e tot de 13e eeuw, ook in de Nederlanden. In de dertiende eeuw is het er zeer bekend tot de synode van Utrecht in 1293 uitvoeringen van het kerkelijk spel in de kerken of op kerkhoven verbiedt.

## Kruistochten

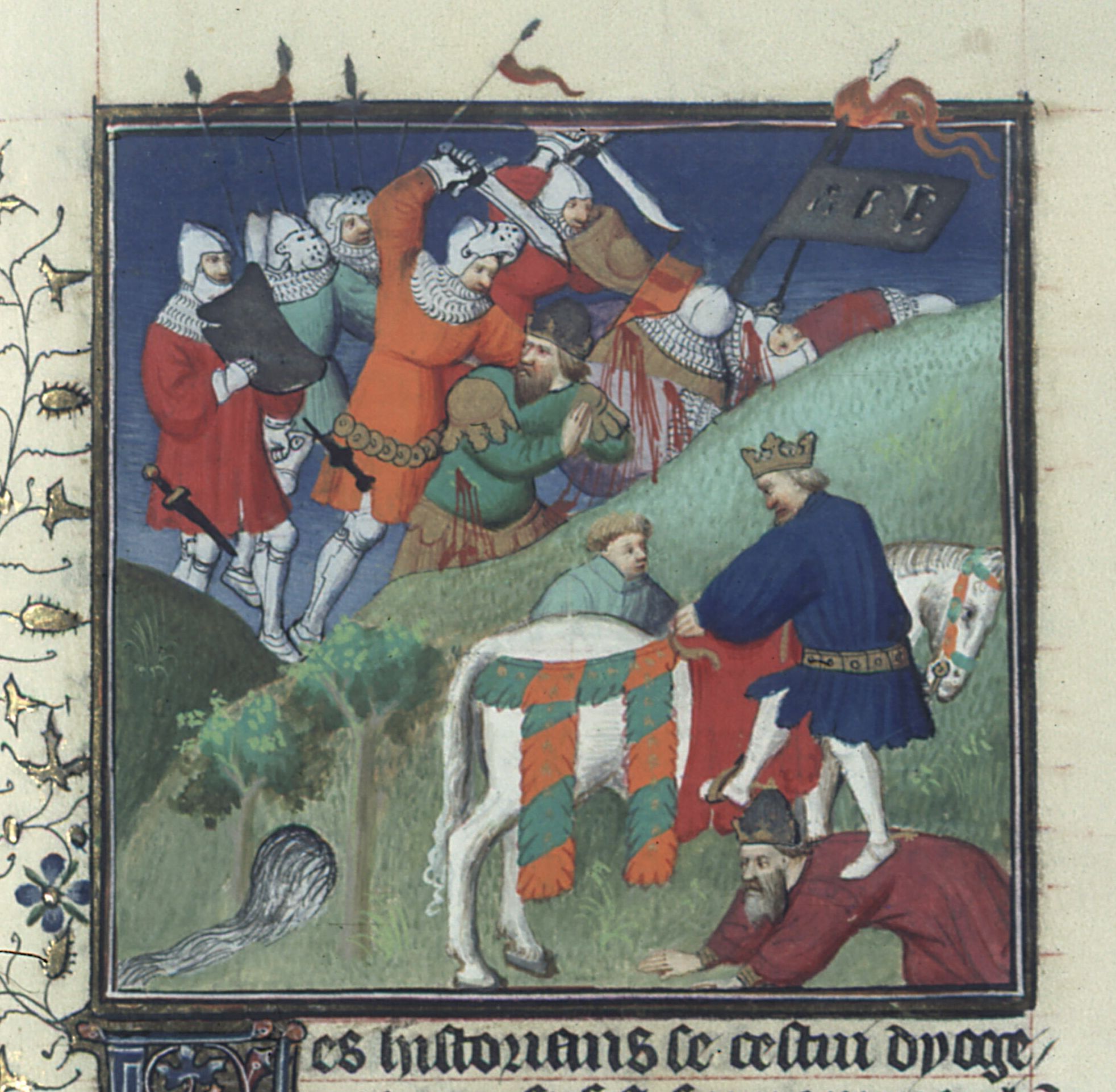
De Slag bij Manzikert

De kruistochten waren een serie militaire campagnes die plaatsvonden tijdens de hoge middeleeuwen. Ze begonnen als een poging van de christenen om Jeruzalem op de moslims te heroveren. Het beslissende verlies van het Byzantijnse leger tegen de Seltsjoekse Turken in de Slag bij Manzikert in 1071 zorgde voor de eerste bedes om hulp en troepen uit het westen. Het was dus niet alleen een heroveren van Jeruzalem, maar een bijstaan van het Byzantijnse leger tegen de Turken, een tegenhouden van gebiedsuitbreiding van de islam, en een vermeerdering van de invloed van het westen in het oosten, waar op gemikt werd. Vanuit het westen zelf echter was de belangrijkste reden voor de kruistochten waarschijnlijk het feit dat de Seltsjoeken, nadat ze Palestina veroverd hadden, christelijke pelgrimages naar Jeruzalem en andere steden moeilijk of zelfs onmogelijk maakten. Dit was in de voorgaande tijd wel mogelijk geweest, alhoewel het gebied onder islamitisch bestuur stond.

## Wetenschap
De eerste tekenen van de renaissance zijn te zien in de beschaving van West-Europa. De zogeheten renaissance van de twaalfde eeuw ging op geestelijk gebied gepaard met een sterke opleving van de wetenschap. Voorheen was het intellectuele leven beperkt tot de kloosters en de kathedraalscholen in de grote steden die voornamelijk de geestelijkheid moesten opleiden in hoofdzakelijk rekenen, schrijven en lezen (in het Latijn) om hun parochies, kloosters en andere kerkelijke instituten goed te kunnen besturen. Vaak maar niet altijd werd er ook, als bijvak, aandacht aan filosofie en redenatiekunst en astronomie gegeven. 
Na 1200 leerden ook koopmanszonen op deze klooster- en kathedraalscholen lezen, schrijven en rekenen. Veel van deze geschoolde leken kregen een baan in de handel of het bestuur. Halverwege de 12e eeuw ontstonden uit de kathedraalscholen van Bologna en Parijs de eerste universiteiten die een breder pakket vakken aanboden dan de kathedraalscholen. Studenten konden zich daar specialiseren in geneeskunde, recht of theologie. Deze opleving van de wetenschap zorgde ervoor dat in korte tijd de hoofdwerken van Arabische en Griekse filosofen en zuiver wetenschappelijke teksten in het Latijn werden vertaald. Tegen 1200 beschikte men in het Westen slechts over een beperkt aantal van de hoofdwerken van Aristoteles in vertaling, die als de tolk van de natuurlijke orde werd beschouwd. De dominicaan Willem van Moerbeke en anderen vertaalden in de eerste helft van de 13e eeuw de rest van Aristoteles' oeuvre.

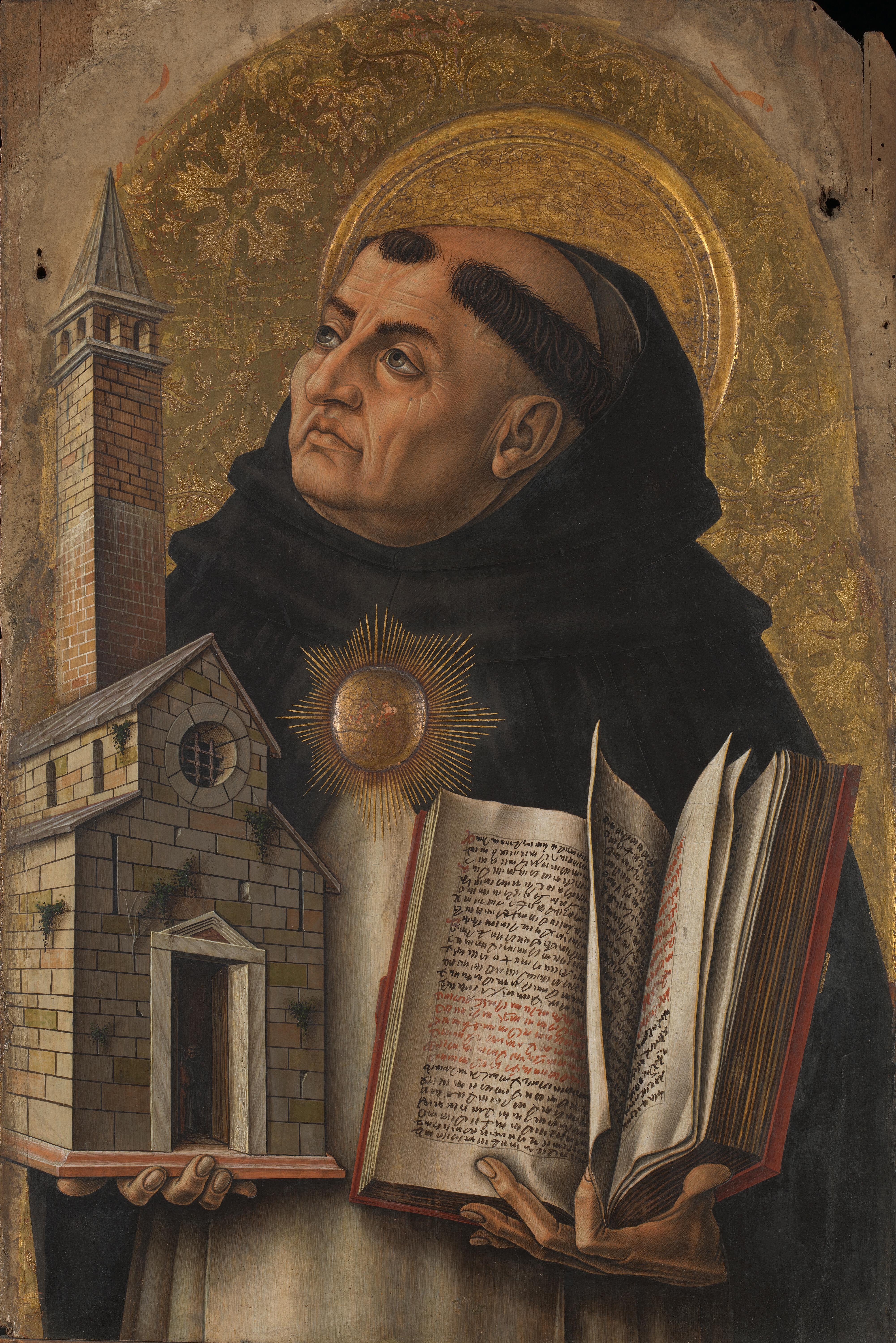
Thomas van Aquino

Thomas van Aquino was de eerste theoloog die onderscheid maakte tussen het goddelijk en het menselijk recht, tussen geestelijke en wereldlijke macht. Hij stelde dat "het goddelijk recht dat op genade gebaseerd is, het menselijk recht dat uit de rede voortkomt niet uitsluit."
Na 1300 waren de vele middelbare scholen in de steden van grote betekenis voor de middeleeuwse geestelijke cultuur. De kracht van de menselijke rede werd opnieuw gewaardeerd: Anselmus van Canterbury opende de deur voor de 'redenerende theologie'. Het grote vertrouwen in de menselijke rede leidde tot de scholastieke methode: een rustige, objectieve benadering waarbij de auteur geheel in dienst staat van het zoeken naar de waarheid. De scholastiek gebruikt gezaghebbende auteurs: in de Summa theologiae van Thomas staan 25.000 citaten uit de Bijbel, 2500 van Augustinus, en 2500 uit de werken van Aristoteles, naast vele aanhalingen uit Dionysius de Areopagiet en anderen, onder wie ook joodse schrijvers als Maimonides en islamitische auteurs als de filosofen Avicenna en Averroes.

## Romeins recht
Interesse in de leerstellingen van zesde-eeuwse Romeinse juristen kwam rond het jaar 1070, toen een tekst van keizer Justinianus I gevonden werd in Italië, de Digesten. Aan de universiteit van Bologna begon men de Romeinse teksten te bestuderen en er werd recht gedoceerd aan de hand van deze teksten. Rechtbanken begonnen geleidelijk Romeins recht in te voeren, zoals dit werd geleerd aan de universiteit van Bologna, omdat rechters vonden dat dit recht meer geschikt was om complexe zaken op te lossen dan het Germaans recht dat sinds de val van het West-Romeinse Rijk gold. Dit proces van het overgaan op het Romeins recht vond eerst in Italië plaats en later in de rest van continentaal Europa.

## Romaans en gotisch

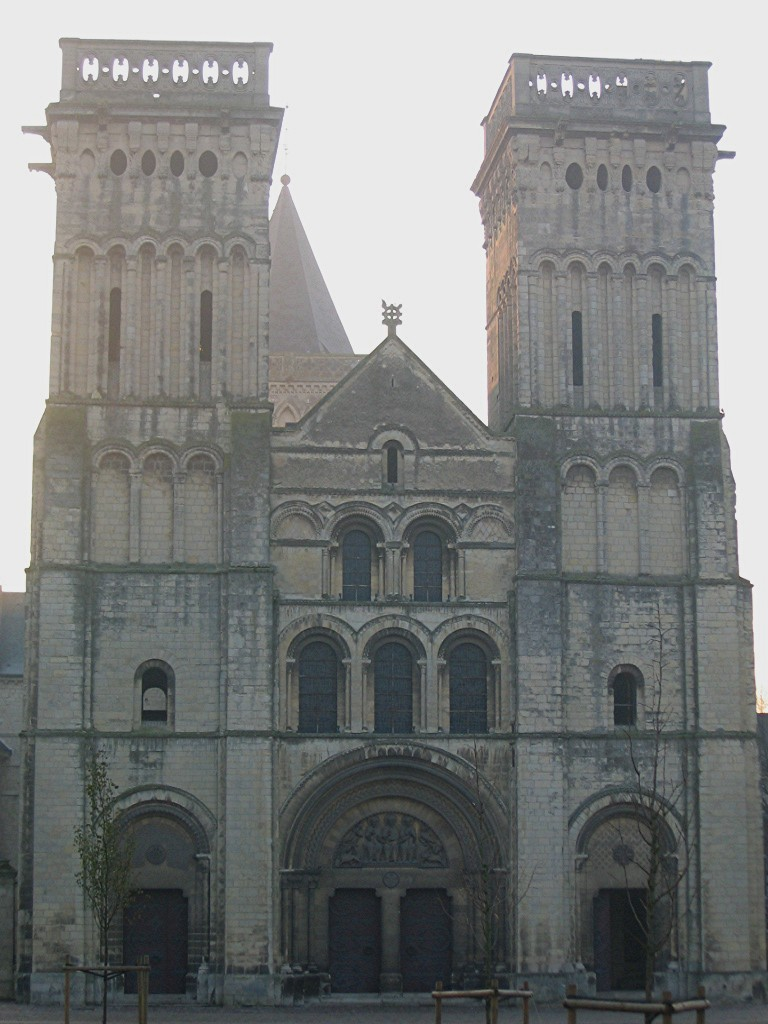
Caen: kerk van de Vrouwenabdij

De hoge middeleeuwen begonnen op het gebied van kunst eigenlijk rond het jaar 1000 met de romaanse stijl, een vroeg voorbeeld van deze bouwstijl is de Michaeliskirche te Hildesheim. Ondanks de benaming is het romaans als bouwstijl slechts indirect gebaseerd op de bouwstijl van de Romeinen. Feitelijk komt zij voort uit de Karolingische bouwkunst, waarin principes uit de Romeinse architectuur werden herontdekt. De romaanse stijl werd gekarakteriseerd door kleine rondboogvensters en decoraties met eveneens ronde bogen. De muren waren doorgaans dik en versierd met lisenen, friezen en spaarvelden waarin eveneens ronde vormen domineren. De muren droegen het grootste deel van het gewicht van het gebouw op zich, waardoor grotere ramen niet mogelijk waren. Daarom was het in romaanse kerken altijd vrij donker. Omdat veel gebouwen in die tijd van hout gemaakt werden, bleven feitelijk vrijwel alleen kerken en kloosters in de romaanse bouwstijl bestaan.
Hoewel deze kenmerken vrij algemeen zijn, kent de romaanse stijl grote regionale verschillen. Bovendien maakte de stijl een geleidelijke ontwikkeling door die uiteindelijk, door de grootschalige toepassing van het kruisribgewelf, zou leiden tot het ontstaan van de gotische bouwstijl, waardoor het romaans werd verdrongen.

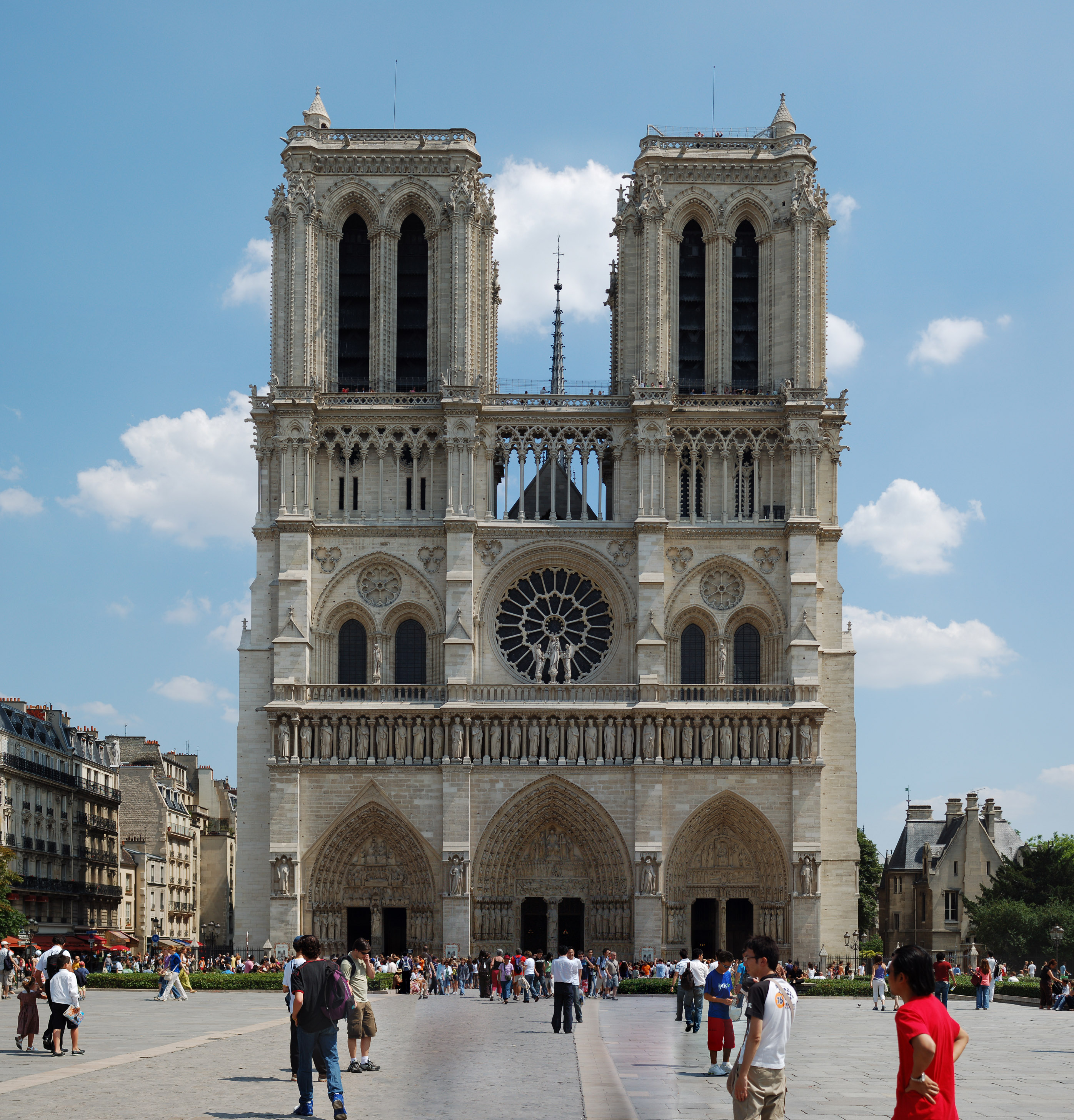
De Notre-Dame van Parijs, een vroeggotisch bouwwerk

De vroeggotiek zou de eerste vernieuwende kunststijl zijn sinds de val van het West-Romeinse Rijk en begint als bouwstijl in het jaar 1122. In de abdij van St.-Denis bij Parijs, zet abt Suger een grote verbouwing in gang. Dit zou het eerste vroeggotische bouwwerk worden.
Het verschil tussen de gotiek en het romaans is dat de gotiek voorheen als noodzakelijk beschouwde bouwelementen weglaat. Dit was mogelijk door de toepassing van kruisribgewelf, spitsboog en pilaren. Buitenwaartse krachten, die de neiging hebben de muren naar buiten te drukken, waren in de romaanse architectuur met zijn dikke muren geen probleem, maar moesten bij deze veel lichtere constructie wel afgevoerd worden. Hiervoor werd de luchtboog verder ontwikkeld. Hierdoor ontstond een sterke constructie die in de romaanse stijl onmogelijk was en die een grotere verticaliteit toeliet. Dit zorgde ervoor dat de kerken veel hoger konden worden en dat er ruimte vrijkwam in de kerk, door het weglaten van dragende onderdelen.
De vroeggotiek zou opgevolgd worden door de hooggotiek. De hooggotiek zou zich vooral kenmerken doordat de gotiek nog meer zou worden toegepast. Ze zou nu op haar hoogtepunt zijn.

## Natuur
Ontstaan van het Duin- en strandwallenlandschap aan de Friese, Hollandse, Zeeuwse en Vlaamse kust.